# 普卢阿泽勒
普卢阿泽勒（法語：Plouarzel，法語發音：[pluaʁzɛl]）是法国菲尼斯泰尔省的一个市镇，也是法国最西端的市镇，属于布雷斯特区。

## 地理
普卢阿泽勒（48°26'0"N, 4°43'57"W）面积42.83 平方千米，位于法国布列塔尼大區菲尼斯泰尔省，该省份为法国最西部的省份，位于布列塔尼半岛西部，北西南三面环大西洋，东临阿摩尔滨海省和莫尔比昂省。
与普卢阿泽勒接壤的市镇（或旧市镇、城区）包括：朗里沃阿雷、布雷莱斯、朗波勒普卢阿泽勒、普卢莫盖尔、圣勒南。

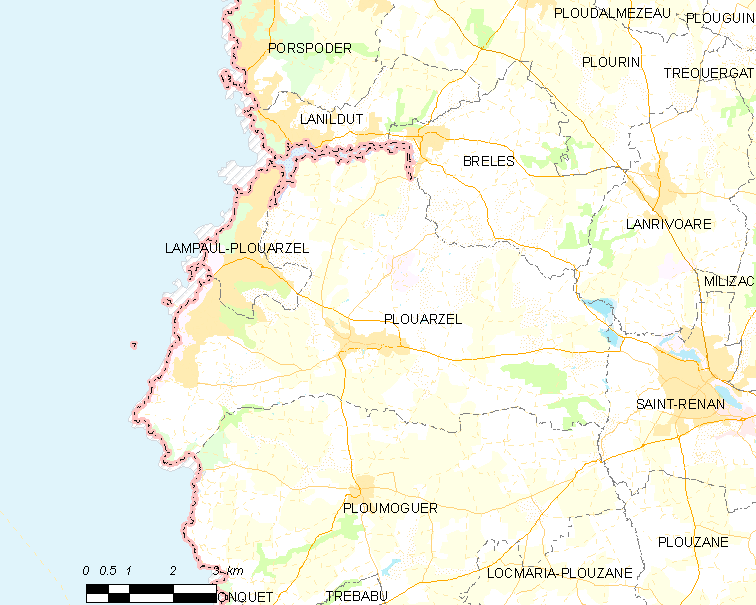
普卢阿泽勒的OSM定位图

普卢阿泽勒的时区为UTC+01:00、UTC+02:00（夏令时）。

## 行政
普卢阿泽勒的邮政编码为29810，INSEE市镇编码为29177。

## 政治
普卢阿泽勒所属的省级选区为圣勒南县。

## 人口

1962-2008年间普卢阿泽勒人口变化图示

普卢阿泽勒于2022年1月1日时的人口数量为3987人。